# Tommy Ternemar
Jan Tommy Ternemar, född 24 september 1947 i Sävare församling i Skaraborgs län, död 28 maj 2022 i Kristinehamn, var en svensk politiker (socialdemokrat). Han var ordinarie riksdagsledamot 2002–2010, invald för Värmlands läns valkrets.

## Biografi
Ternemar var ordinarie riksdagsledamot 2002–2010. I riksdagen var han ledamot i kulturutskottet 2002–2004 och finansutskottet 2006–2010. Han var även suppleant i finansutskottet, kulturutskottet, konstitutionsutskottet och riksdagens valberedning, samt personlig suppleant i styrelsen för Stiftelsen Riksbankens jubileumsfond.
Han var bosatt i Kristinehamn, var gift och hade tre barn.